# Колесников, Геннадий Алексеевич
Геннадий Алексеевич Колесников (27 февраля 1936, Грозный, Чечено-Ингушская АССР — 18 февраля 2021) — советский военачальник, генерал-полковник (7 февраля 1991). Кандидат технических наук (1987).

## Биография
В Вооружённых силах СССР с сентября 1955 года. Окончил Харьковское военное авиационно-техническое училище в 1958 году. С 1955 года служил авиационным техником в 326-м истребительном авиационном полку в Войсках ПВО страны. В 1966 году был переведён в Ракетные войска стратегического назначения и направлен на учёбу.
Окончил Ленинградскую военную инженерную Краснознамённую академию имени А. Ф. Можайского в 1968 году. Служил на инженерных и командных должностях в РВСН: командир группы регламента, с 1973 — заместитель командира, а с 1974 года — командир технической ракетной базы 14-й ракетной дивизии (Йошкар-Ола); с декабря 1975 — заместитель командира 10-й ракетной дивизии (Кострома). С августа 1976 года — командир 14-й ракетной дивизии (Йошкар-Ола).
Окончил Военную академию Генерального штаба Вооружённых сил СССР имени К. Е. Ворошилова в 1982 году. С 1982 года — заместитель командующего 50-й ракетной армией по боевой подготовке (Смоленск), с 1983 года — первый заместитель командующего этой ракетной армией. С июня 1984 года — начальник 53-го научно-испытательного полигона (космодром «Плесецк»). С ноября 1985 года — командующий 27-й гвардейской ракетной Витебской Краснознамённой армией (Владимир). На посту командующего армией успешно возглавлял перевооружение частей армии на новейшие межконтинентальные баллистические ракеты «Тополь». С декабря 1988 по сентябрь 1992 года начальник Главного управления эксплуатации ракетного вооружения — заместитель Главнокомандующего Ракетными войсками стратегического назначения по эксплуатации ракетного вооружения. Одновременно член Военного совета РВСН (26.12.1988-30.9.1992). С октября 1992 года — в распоряжении Главнокомандующего РВСН. С 1993 года в запасе.
Умер в 2021 году. Похоронен на Троекуровском кладбище.

## Награды
- Орден «За службу Родине в Вооружённых Силах СССР» 2-й степени (1985)
- Орден «За службу Родине в Вооружённых Силах СССР» 3 степени (1975)
- Медали